# Estnischer Fußballpokal 2005/06
Der Estnische Fußballpokal 2005/06 war die 16. Austragung des estnischen Pokalwettbewerbs der Männer. Das Finale fand am 17. Mai 2006 statt.
Pokalsieger wurde Vorjahresfinalist FC TVMK Tallinn. Titelverteidiger FC Levadia Tallinn war im Achtelfinale gegen den späteren Sieger ausgeschieden. Die Paarungen wurden ohne Einschränkungen gelost.

## Teilnehmende Teams
- Meistriliiga (9 Teams): Dünamo Tallinn, FC Flora Tallinn, FC Kuressaare, FC Levadia Tallinn, JK Merkuur Tartu, JK Trans Narva, FC TVMK Tallinn, FC Valga, Viljandi JK Tulevik

- Esiliiga (5 Teams): FC Elva, Lelle SK, JK Merkuur-Juunior, JK Pärnu Tervis, JK Tallinna Kalev

- II Liiga (5 Teams): FC Concordia Audentes, HÜJK Emmaste, FC Kose, FC Nõmme Kalju, FC Valga Warrior

- III Liiga (8 Teams): FC Hansa United, FC Haiba, FCF Järve-Jaani SK, JK Kaitseliit Kalev, Kehra JK Tempori, FC Olympic Tallinn, JK Piraaja Tallinn, Rapla JK Atli

- IV Liiga (3 Teams): Tallinna FC Eurouniv, SC Tallinna Kuradid, FC Toompea

- V Liiga (2 Teams): FC Flora Tallinna Jalgpallikool, FC Soccernet Tallinn

## 1. Runde
| Datum      |                                 | Ergebnis              |                     |
| ---------- | ------------------------------- | --------------------- | ------------------- |
| 31.08.2005 | FC Olympic Tallinn              | 0:7                   | Dünamo Tallinn      |
| 31.08.2005 | JK Merkuur Tartu                | 7:2                   | FC Nõmme Kalju      |
| 31.08.2005 | Kehra JK Tempori                | 00:12                 | FC Levadia Tallinn  |
| 31.08.2005 | JK Trans Narva                  | 9:0                   | Rapla JK Atli       |
| 31.08.2005 | FC TVMK Tallinn                 | 10:00                 | FC Toompea          |
| 31.08.2005 | FCF Järve-Jaani SK              | 3:1                   | FC Haiba            |
| 31.08.2005 | JK Tallinna Kalev               | 7:0                   | FC Valga Warrior    |
| 31.08.2005 | Tallinna FC Eurouniv            | 3:3 n. V. (2:4 i. E.) | Lelle SK            |
| 31.08.2005 | FC Kose                         | 1:2                   | FC Hansa United     |
| 01.09.2005 | FC Concordia Audentes           | 2:4                   | JK Kaitseliit Kalev |
| 01.09.2005 | FC Soccernet Tallinn            | 0:4                   | JK Merkuur-Juunior  |
| 01.09.2005 | FC Flora Tallinna Jalgpallikool | 1:7                   | SC Tallinna Kuradid |
| 01.09.2005 | JK Piraaja Tallinn              | 1:5                   | FC Kuressaare       |
| 06.09.2005 | FC Elva                         | 0:1                   | Viljandi JK Tulevik |
| 07.09.2005 | FC Valga                        | 1:1 n. V. (3:2 i. E.) | JK Pärnu Tervis     |
| 07.09.2005 | HÜJK Emmaste                    | 0:8                   | FC Flora Tallinn    |

## Achtelfinale
| Datum      |                     | Ergebnis  |                     |
| ---------- | ------------------- | --------- | ------------------- |
| 09.11.2005 | FC TVMK Tallinn     | 2:1       | FC Levadia Tallinn  |
| 09.11.2005 | JK Merkuur Tartu 1  | 3:0       | Lelle SK            |
| 09.11.2005 | Dünamo Tallinn      | 5:2       | FCF Järve-Jaani SK  |
| 09.11.2005 | JK Kaitseliit Kalev | 4:5 n. V. | FC Kuressaare       |
| 09.11.2005 | FC Flora Tallinn    | 2:1       | Viljandi JK Tulevik |
| 09.11.2005 | SC Tallinna Kuradid | 0:9       | JK Trans Narva      |
| 09.11.2005 | FC Valga 2          | 4:0       | JK Merkuur-Juunior  |
| 10.11.2005 | FC Hansa United     | 0:8       | JK Tallinna Kalev   |

## Viertelfinale
| Datum      |                   | Ergebnis |                  |
| ---------- | ----------------- | -------- | ---------------- |
| 19.04.2006 | JK Maag Tartu     | 7:0      | FC Kuressaare    |
| 19.04.2006 | JK Tallinna Kalev | 0:5      | FC Flora Tallinn |
| 19.04.2006 | FC Valga          | 1:2      | FC TVMK Tallinn  |
| 19.04.2006 | JK Trans Narva    | 4:1      | Dünamo Tallinn   |

## Halbfinale
| Datum      |                | Ergebnis |                  |
| ---------- | -------------- | -------- | ---------------- |
| 03.05.2006 | JK Maag Tartu  | 0:2      | FC Flora Tallinn |
| 03.05.2006 | JK Trans Narva | 2:3      | FC TVMK Tallinn  |

## Finale
| Paarung          | FC TVMK Tallinn – FC Flora Tallinn |
| Ergebnis         | 1:0 (0:0) |
| Datum            | 17. Mai 2006 |
| Stadion          | Kadrioru staadion, Tallinn |
| Zuschauer        | 350 |
| Schiedsrichter   | Eiko Saar |
| Tore             | 1:0 Vladislavs Gabovs (86.) |
| FC TVMK Tallinn  | Vitali Teleš – Vadim Seero, Tomas Rimas, Eduard Sarajev, Erko Saviauk – Kert Haavistu (83. Vladislavs Gabovs), Andrei Borissov (61. Maksim Kisseljov), Gintas Širmelis, Nikolai Mašitšev – Vladislav Gussev, Viktors Dobrecovs Cheftrainer: Vjatšeslav Bulavin ( Russland) |
| FC Flora Tallinn | Pavel Londak – Martin Hurt (88. Gert Kams), Teet Allas, Sander Post, Andrei Sidorenkov – Ott Reinumäe, Martin Vunk (88. Tomas Sirevicius), Martin Reim, Joel Lindpere (35. Enver Jääger) – Jarmo Ahjupera, Vjatšeslav Zahovaiko Cheftrainer: Pasi Rautiainen ( Finnland)   |
| Gelbe Karten     | Nikolai Mašitšev, Viktors Dobrecovs – keine |